# Hamna
Hamna (fornsvenska hamna, hampna, hafna) är en enhet jämte skeppslag i ledungsorganisationen, och är ett begrepp som förekommer i svenska äldre lagtexter såsom landskapslagar. Ordet betyder ungefär årtull och avser en grupp bönder som hade att ansvara för en man och hans utrustning vid bemanning av ledungsskepp.
I hela Norden fanns i äldre tider en indelning av landet i distrikt med avseende på skyldigheter att utföra verksamheter inom sjökrig eller ledung. Ett distrikt, som hade skyldighet att utrusta ett ledungsskepp, kallades i Danmark skipæn, i Norge skipreiða. Detta distrikt hade sin motsvarighet i Sverige i skiplagh (i Hälsingelagen skip), för sannolikt hade också skeppslaget samma skyldighet.
På vissa ställen sammanföll skeppslaget med häradet, på andra verkar häraden ha varit indelade i olika skeppslag. Skeppslaget i sin tur tycks, med avseende på den nämnda skyldigheten, ha varit indelat i mindre områden. Det är sannolikt, men är ej helt klartlagt, att det är samma mindre område av sådant slag, som i äldre svenska lagar förekommer under de olika benämningarna hamna och har (som egentlugen betyder årtull) eller ar (egentligen åra).
I Östgötalagen omtalas både hamna och har, i Upplandslagen både hamna och ar, i Västmanna- och Södermannalagarna enbart hamna och i Hälsingelagen blott har. En sådan indelning av skeppslaget – som förekommer även i Danmark – nämns således uttryckligen i lagarna för alla de svenska landskap, som ligger ovanför gränsen till Småland och endera vid östersjökusten eller runt Mälaren. Det är dock möjligt, att hamneindelningen förekommit även i övriga landskap.
Liksom i Danmark (för även där användes hafnæ som beteckning för en sådan underavdelning) tycks varje hamna haft skyldighet att uppsätta en man. Dessutom ålåg det hamnan att efter ett visst mått bidraga till utrustning och proviant åt manskapet (att utgöra skipvist). Så bestämmes det till exempel i Södermannalagens add. 2, att "skiolder ok suærð, spyut ok iarnhatter" (sköldar och svärd, spjut och järnhattar") skulle vara "hamnu vapn" ("hamna vapen") och att vissa pund fläsk och smör skulle utgå från varje hamna. Hamnan var även uppbördsdistrikt och synes i denna egenskap fortsatt att finnas, även sedan inga skatter utgick efter hamneindelning. Denna indelning tycks för övrigt ha haft betydelse även för utförandet av andra aktiviteter än de som gällde sjökrigstjänst. Så föreskrivs det i Södermannalagens add. 12, att "spitalin skal hafua en span korn aff hvarre hafno". En hel del som rör hamneindelning är fortfarande oklart, och olika skribenter har framfört delvis olika tolkningar.
Som skattläggningsenheter har hamnorna på sina håll levt kvar fram till 1500-talet. Som bysamfälligheter har de på sina trakter levt var ännu längre. Fram till skogsskiftet 1960 fanns allmänningskog ägd av hamnorna i Våla härad.